# Nowy Staw (gmina)
Nowy Staw – gmina miejsko-wiejska w Polsce położona w województwie pomorskim, w powiecie malborskim. W latach 1975–1998 gmina administracyjnie należała do województwa elbląskiego.

## Opis
W skład gminy wchodzi 18 sołectw: Brzózki, Chlebówka, Dębina (Dębina SHR i Dębina Wieś), Kącik, Laski, Lipinka, Lubstowo, Martąg, Mirowo, Myszewo, Nidowo, Pręgowo, Półmieście, Stawiec, Świerki, Tralewo i Trępnowy.
Siedziba gminy to miasto Nowy Staw.
Według danych z 31 grudnia 2010 gminę zamieszkiwały 8022 osoby, natomiast według danych z 31 grudnia 2019 roku - 7637 osób.

## Struktura powierzchni
Według danych z roku 2005 gmina Nowy Staw ma obszar 114,38 km², w tym:
- użytki rolne: 87%
- użytki leśne: 1%

Gmina stanowi 23,12% powierzchni powiatu.

## Demografia

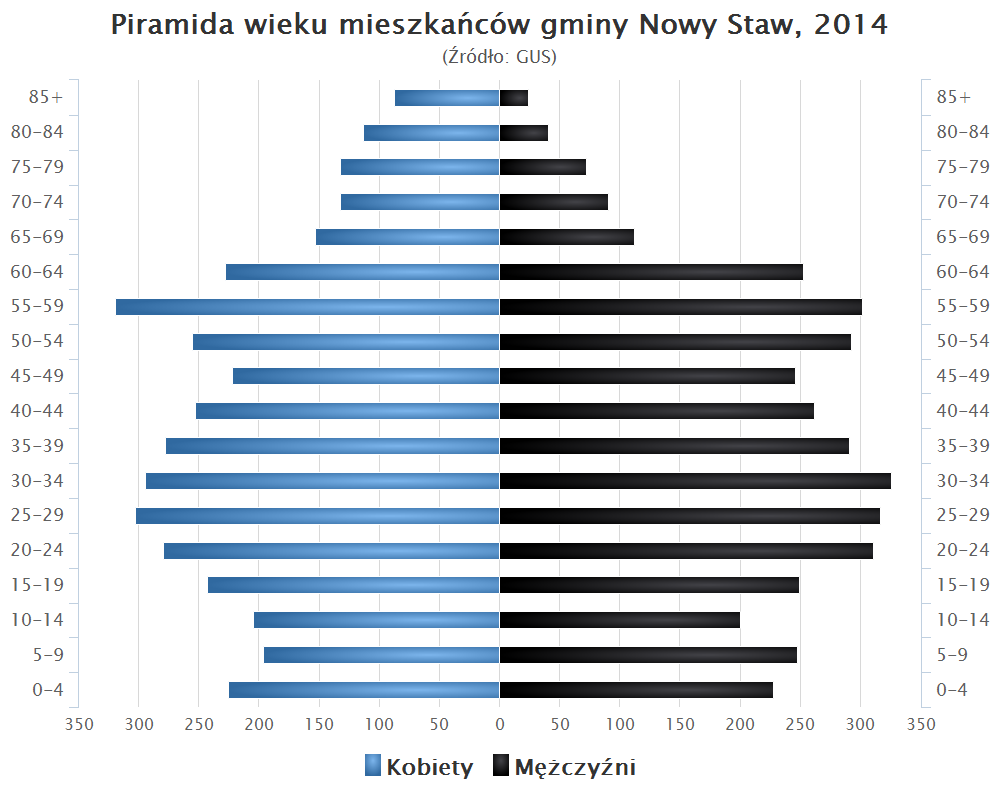
Piramida wieku mieszkańców gminy Nowy Staw w 2014 roku

Dane z 30 czerwca 2004:
| Opis                              | Ogółem | Ogółem | Kobiety | Kobiety | Mężczyźni | Mężczyźni |
| --------------------------------- | ------ | ------ | ------- | ------- | --------- | --------- |
| jednostka                         | osób   | %      | osób    | %       | osób      | %         |
| populacja                         | 7795   | 100    | 3951    | 50,7    | 3844      | 49,3      |
| gęstość zaludnienia (mieszk./km²) | 68,2   | 68,2   | 34,5    | 34,5    | 33,6      | 33,6      |

## Sąsiednie gminy
Lichnowy, Malbork, Nowy Dwór Gdański, Ostaszewo, Stare Pole